# Liegi-Bastogne-Liegi 1949
La Liegi-Bastogne-Liegi 1949, trentacinquesima edizione della corsa, fu disputata il 1º maggio 1949 per un percorso di 256 km. Fu vinta dal francese Camille Danguillaume, giunto al traguardo in 6h57'40" alla media di 36,775 km/h, precedendo i connazionali Adolf Verschueren e Roger Gyselinck. 
I corridori che portarono a termine la gara al traguardo di Liegi furono in totale 47.

## Ordine d'arrivo (Top 10)
| Pos. | Corridore             | Squadra        | Tempo    |
| ---- | --------------------- | -------------- | -------- |
| 1    | Camille Danguillaume  | Frejus         | 6h57'40" |
| 2    | Adolf Verschueren     | Mercier        | s.t.     |
| 3    | Roger Gyselinck       | -              | s.t.     |
| 4    | Willy Kemp            | Bottecchia     | s.t.     |
| 5    | Maurice Meersman      | -              | s.t.     |
| 6    | Pino Cerami           | Peugeot-Dunlop | a 35"    |
| 7    | Émile Masson Jr.      | Carrara        | a 1'25"  |
| 8    | Jacques Geus          | Rochet-Dunlop  | s.t.     |
| 9    | Achiel Buysse         | Rochet-Dunlop  | s.t.     |
| 10   | Eugène Van Roosbroeck | Alcyon-Dunlop  | s.t.     |